# La Septième Vague (roman)
La Septième Vague (Alle sieben Wellen) est un roman de Daniel Glattauer, écrivain autrichien né en 1960, publié par Paul Zsolnay Verlag, à Vienne en 2009. La traduction française est parue en 2011 aux Éditions Grasset.
On trouve la suite de la relation épistolaire, commencée dans le roman Quand souffle le vent du nord, que les deux personnages vivent par l'intermédiaire de mails.

## Résumé
Après une longue absence de courrier, les deux « amis virtuels » se retrouvent, s'échangent des mails à nouveau, et cherchent à se voir... Mais ils ont leur propre vie. Décideront-ils de se rencontrer ? Jusqu'où leur relation ira-t-elle ?
Veux tu me voir .... Regina ...

## Distinctions
- Prix des étudiants francophones, dépendant du Prix littéraire des jeunes Européens 2012[1].

## Éditions
- Alle sieben Wellen, Paul Zsolnay Verlag, Vienne 2009,  (ISBN 978-3-552-06093-7)

Traduction française
- La Septième Vague : roman [« Alle sieben Wellen »]  (trad. de l'allemand), Paris, Éditions Grasset et Fasquelle, 2011, 348 p. (ISBN 978-2-246-76581-3)